# Križanje (Velázquez)
Križanje je slika Diega Velázqueza iz leta 1632, ki prikazuje Jezusovo križanje. Delo, naslikano z oljem na platnu, meri 249 × 170 cm in je v lasti Muzeja Prado v Madridu.

## Opis
Kristus ima obe roki narisano subtilno krivuljo, namesto da tvorita trikotnik. Ledveni prt je naslikan precej pomanjšano, tako da je golo telo prikazano čim bolj vidno. Glava kaže ozek svetniški sij, kot bi izhajal iz same figure; obraz počiva na prsih in kaže ravno dovolj njegovih potez. Dolgi ravni lasje prekrivajo velik del obraza in morda nakazujejo že povzročeno smrt, kot kaže rana na desni strani. Nima značilne dramatičnosti baročnega slikarstva. Vpliv klasicističnega slikarstva se kaže z umirjeno držo telesa, idealiziranim obrazom in sklonjeno glavo. Po drugi strani pa je vpliv caravagizma viden v močnem chiaroscuru med ozadjem in trupom ter v močni, umetni streli nad križem. Velazquezova uporaba svetlobe in sence ustvari idejo, da se subjekt dviga iz teme, skoraj kot da Kristusovo telo izžareva svetlobo. Anatomsko oblikovano telo, podprto z dvema ločenima odprtima stopaloma, ustvarja vtis Kristusa bolj počivajočega kot mrtvega.

## Ikonografija
Velázquez je sledil sprejeti ikonografiji v 17. stoletju. Njegov mojster Francisco Pacheco, zagovornik klasicističnega slikarstva, je naslikal križanega Kristusa z isto ikonografijo, ki jo je pozneje prevzel Velázquez: štirje žeblji, stopala skupaj in podprta z majhno leseno opornico, v klasični drži kontraposta. To je postalo model in velik vpliv na različne umetnike: Velazqueza, Zurbarána in Alonsa Cana. Za razliko od drugih tradicionalnih interpretacij križanja zunaj španske tradicije, Velazquezovo delo predstavlja dve vzporedni nogi, obe preluknjani z žeblji. Jezusove noge so tradicionalno prebodene z enim žebljem, ena noga čez drugo.
Pachecova trditev, da ima Kristus štiri žeblje namesto treh, in njegove neodvisne študije dogodka križanja so povzročile veliko polemiko. Pacheco in njegovi kolegi, med katerimi so bili mnogi jezuiti, so razvili analizo, ki je vključevala vire sodobnih piscev, cerkvenih očetov in srednjeveški mistiki iz italijanske in španske ortodoksije, ki podpirajo idejo, da je bil Jezus križan z žebljem v vsaki nogi. Mnogi so trdili, da sta Pachecovo delo in vpliv morda ustvarila distanco od svetopisemskih dokazov in njegovih osebnih zamisli.

## Zgodovina
Čeprav natančen datum še ni znan, zgodovinarji menijo, da je delo nastalo po Velázquezovi vrnitvi iz Italije, v obdobju od 1632 do 1638. Zaradi številnih kopij, zlasti na pogrebnih kartah in nabožnih znamkah, je težko najti podatke o lokaciji dela. Obstajajo dokazi, da je slika v oratoriju benediktinskega samostana San Placido v Madridu. Verjetno je delo podaril ustanovitelj samostana Jerönimo de Villanueva, aragonski protonotar in eden od tajnikov kralja Filipa IV.
Velazquez ni imel popolnih izkušenj z verskimi slikami v primerjavi s svojimi tradicionalnimi deli. Zaradi njegove zaposlitve pod kraljem Filipom IV. je bil slikar spodbujen k slikanju več zgodovinskih, verskih in mitoloških del zaradi tradicionalnega razumevanja prestižnih slik. Pod kraljem Filipom IV. so Velazquezova dela upodabljala portrete kralja, njegovih tajnikov, njegove družine, njegovih ministrov, njegovih služabnikov, norčkov in škratov. Kralj Filip IV. je opisal Velazquezovo delovno tempo, »flegmatično naravo«, kar se je nanašalo na njegovo počasnost; vendar je verjel, da je Velazquezovo delo legendarno in je umetnika predstavil svojemu kraljevemu dvoru in ožjemu krogu. Ko je Velazquez spoznal to okolje, ga je povabil k novim priložnostim in virom.
Zaradi vpliva kralja Filipa IV. so Velazquezova dela postala vešča verskih in mitoloških del. Velázquez je naredil različne študije aktov, ki jih je uporabil v kasnejših slikah, kot sta Apolon v Vulkanovi kovačnici (1630) in Jožefova tunika (1630). Umetnostni kritiki trdijo, da je študija akta za to sliko izjemna in mojstrska v zlitju spokojnosti, dostojanstva in plemenitosti. Gre za frontalni akt v naravni velikosti, brez opore pripovednega prizora.

## Zgodovinski kontekst
Protireformacija, imenovana tudi katoliška reformacija, se je zgodila v obdobju katoliške oživitve, ki se je začela zaradi protestantske reformacije. Katoliška cerkev protireformacije se je močno zanašala na sakralno umetnost, da bi ponazorila slavo v veri, a hkrati grozo za nevernike. Motiv reformacije je bil namenjen temu, da sodobnemu rodu preko različnih umetnikov znova približa stare zgodbe in starodavne resnice.
Velazquezove verske slike so imele velik vpliv na druge zaradi njegovih del o Jezusovem trpljenju. Pasijon je bilo časovno obdobje pred smrtjo Jezusa Kristusa, ki vključuje številne dogodke in interakcije z Jezusom, kot so Zadnja večerja, Jezusova aretacija, njegovo križanje in smrt, njegov pokop itd. Za Zadnjo večerjo je Jezus določil, da bosta kruh in vino simbolizirala Kristusovo telo in kri.. Pomembno je vedeti, da bodo sledilci po Kristusovem križanju v spomin na Jezusa uživali kruh in vino za mesečno obhajilo, znano tudi kot transsubstanciacija. Z velikim vplivom transsubstanciacije je postalo Kristusovo telo preveč poudarjeno. Na Velazquezovi sliki Kristusovega križanja je Kristusovo strogo telo močno vplivalo na Kristusove privržence, da so slavili Boga. Kristusovi verniki so menili, da bo slika v njihovi duši vzbudila željo po hvali Boga.

## Zapuščina
Duhovnost in skrivnost te slike sta navdihnila veliko verskih pisanj, zlasti pesem El Cristo de Velázquez španskega pisatelja in filozofa Miguela de Unamuna.